# Rate (Epidemiologie)
Eine Rate ist in der Epidemiologie ein Maß für Häufigkeit, mit der ein Ereignis in einer bestimmten Grundgesamtheit (Population) in einem definierten Zeitraum auftritt. Die Verwendung von Raten anstelle von Rohzahlen ist für den Vergleich der Erfahrungen zwischen Bevölkerungsgruppen zu unterschiedlichen Zeiten, an verschiedenen Orten oder zwischen verschiedenen Personengruppen von wesentlicher Bedeutung.

## Definition
Die Komponenten einer Rate sind der Zähler, der Nenner, die angegebene Zeitspanne {\displaystyle \Delta t=[t_{0},t_{1}]}, in der Ereignisse auftreten, und für gewöhnlich ein Multiplikator, eine Potenz von 10, der die Rate von einem schwer zu handhabenden Bruchteil oder einer Dezimalzahl in eine ganze Zahl umwandelt. Der Nenner ist in der Epidemiologie gegeben durch die mittlere Bevölkerung unter Risiko oder die Personenzeit unter Risiko. Eine Rate ist in der Epidemiologie also gegeben durch:
{\displaystyle {\text{Rate}}={\frac {{\text{Anzahl der Ereignisse innerhalb einer bestimmten Zeitspanne}}\;\Delta t}{\text{mittlere Populationsgröße im gleichen Beobachtungszeitraum}}}\times 10^{n}}.
Alternativ wird in der Epidemiologie oft im Nenner die Personenzeit unter Risiko verwendet, also die über alle Personen aufaddierte Zeitspanne, in der die Personen jeweils tatsächlich unter dem Risiko stehen, die Erkrankung zu entwickeln und beobachtet werden können.
Wählt man in obiger Definition für den Zähler die Anzahl der Inzidenzfälle (die Anzahl an Neuerkrankten) so spricht man von einer Inzidenzrate.

## Terminologie in der Epidemiologie
Vor allem in englischsprachigen Lehrbüchern der Epidemiologie werden Kennzahlen deren Bezeichnung den Zusatz „-Rate“ beinhalten oft nicht nach dem idealen Wortgebrauch einer Rate definiert. Der Zusatz „-Rate“ dient als Surrogat für die Bezeichnungen kumulative Inzidenz bzw. Anteil (wie z. B. bei der Befallsrate und der fallbezogenen Fatalitätsrate) und er wird oft nicht auf Verhältnisse beschränkt, die Veränderungen im Laufe der Zeit darstellen. Nach diesem idealen Wortgebrauch einer Rate wäre die Letalitäts-„rate“ keine Rate im eigentlichen Sinn. Stattdessen verwendet das Robert Koch-Institut die Bezeichnung Fall-Verstorbenen-Anteil. Würde man die Letalitätsrate nach dem idealen Wortgebrauch einer Rate definieren, so würde man die Anzahl der Verstorbenen innerhalb einer Zeitspanne durch die mittlere Populationsgröße (im gleichen Zeitraum) dividieren.
Im Gegensatz dazu ist die Hazardrate wahrhaftig eine Rate, da sie ausgedrückt werden kann als Anzahl der Fälle, die sich pro Zeitspanne entwickeln, geteilt durch die Gesamtgröße der Population unter Risiko.